# 門茨瑙
門茨瑙是瑞士的城鎮，位於該國中部，由卢塞恩州負責管轄，面積30.37平方公里，六成土地是農業用地，海拔高度600米，2011年人口2,868，人口密度每平方公里94人。